# In the Middle of Nowhere (musikalbum av Stonecake)
In the Middle of Nowhere är ett musikalbum av Stonecake som släpptes 1995.

## Låtlista
| Nr           | Titel                    | Längd |
| ------------ | ------------------------ | ----- |
| 1.           | In The Middle Of Nowhere | 4:40  |
| 2.           | Jessie                   | 3:15  |
| 3.           | Building Castles         | 3:57  |
| 4.           | The Hole Of The Sky      | 3:32  |
| 5.           | Dancing On Velvet        | 3:35  |
| 6.           | Happy Psycho Girl!       | 4:00  |
| 7.           | See You Tomorrow         | 3:39  |
| 8.           | Desperate                | 3:15  |
| 9.           | Crack In The Wall        | 3:36  |
| 10.          | Rats                     | 3:08  |
| 11.          | The Border 930519        | 7:41  |
| Total längd: | Total längd:             | 44:18 |